# Ronzone
Ronzone és un municipi italià, dins de la província de Trento. L'any 2007 tenia 391 habitants. Limita amb els municipis d'Eppan an der Weinstraße, Fondo, Malosco i Sarnonico.

## Administració
| Període | Identitat        | Partit        |
| ------- | ---------------- | ------------- |
| 2005-   | Stefano Endrizzi | Llista cívica |